# Samochód rozpoznania skażeń FUGrs
Samochód rozpoznania skażeń FUGrs – węgierski specjalistyczny pojazd wojsk chemicznych będący na wyposażeniu pododdziałów rozpoznania skażeń, wykorzystywany między innymi w Wojsku Polskim.

## Charakterystyka pojazdu
W 1969 specjaliści z Ośrodka Badawczego Sprzętu Chemicznego zakończyli badania dotyczące dostosowania wyeksploatowanych już samochodów opancerzonym rozpoznania ogólnowojskowego typu FUG do standardów rozpoznania chemicznego. Przed przekazaniem ich do pododdziałów rozpoznania skażeń wykonano odpowiednie prace modernizacyjne. Modernizacja polegała na zamontowaniu na FUG-u wyrzutni znaków ostrzegawczych, wyrzutni naboi sygnałowych oraz odpowiednich gniazdek i uchwytów niezbędnych do zamocowania wyposażenia specjalnego. Załogę stanowiło trzech żołnierzy.
Wyposażenie specjalistyczne FUGrs
- przyrządy do rozpoznania skażeń oraz prowadzenia rozpoznania wybuchów jądrowych i obserwacji meteorologicznej;
  - automatyczny sygnalizator skażeń AVJ lub GSP-11
  - dwa rentgenoradiometry lub rentgenometry,
  - rentgenometr pokładowy,
  - przyrząd rozpoznania chemicznego PChR-54,
  - półautomatyczny przyrząd rozpoznania chemicznego PPChR,
  - zestaw do pobierania próbek skażonych materiałów,
  - pobierak,
  - przyrząd do obserwacji wybuchów jądrowych POW-1,
  - komplet meteorologiczny Tretiakowa,
- radiostacja pokładowa;
- urządzenie do wystrzeliwania znaków ostrzegawczych z pironabojami;
- indywidualne środki ochrony przed skażeniami;
- środki do likwidacji skażeń;
- środki do zadymiania.